# 後ろ回し蹴り

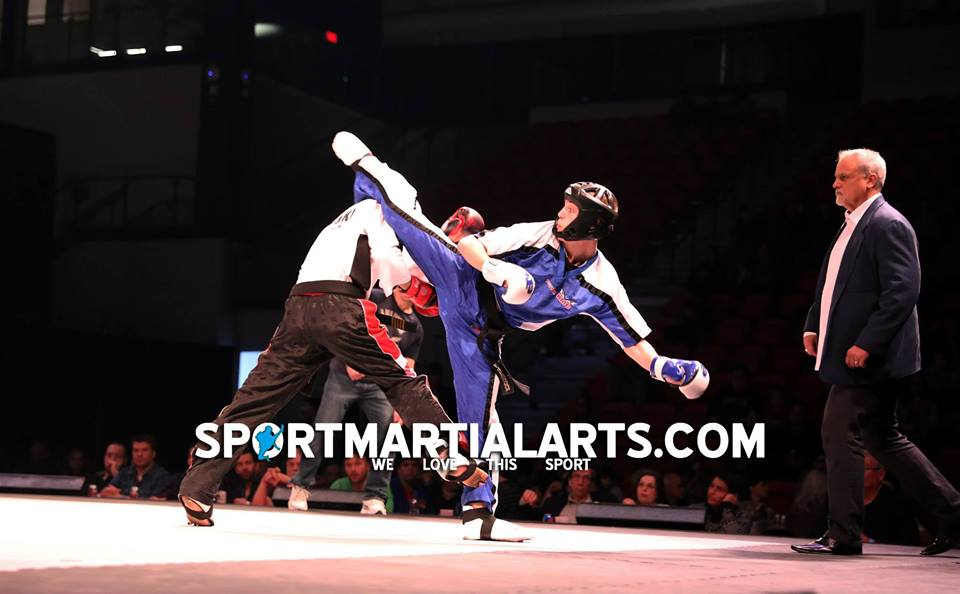
WKC世界選手権での右の空手家による上段後ろ回し蹴り。

後ろ回し蹴り（うしろまわしげり）は、中国武術、躰道、空手、ムエタイ、カポエイラ、キックボクシング、シュートボクシング、プロレス、総合格闘技などの格闘技で用いられている蹴り技の一種である。バックスピン・キックとも呼ばれている。中国武術では転身脚、プロレス、シューティング（のちの修斗）ではスピン・キックと呼ばれている。

## 概要
相手の正面に立って右足を軸にして体を右方向へと回転させて相手に背中を向けた状態になったところで軸足を左足に切り替えて体を右方向へと更に軽く捻りながら右足を振り上げて右脚の裏（主に踵）で相手の顔を蹴る（左足が軸の場合は逆の体勢となる）。蹴りの中でも当たれば軽くても対戦相手が失神するほど相当な威力のある技ではあるが、相手に後ろを見せるという点でリスクの高いということで、武術性を重んじる流派では使用をあえて推奨しないこともある。
1950年代には防具付き空手の少林寺流空手道錬心舘が組手試合で初めて使用して他流派を圧倒したが、遠心力を利用するため途中で蹴りをコントロールして止めることが不可能な危険な技として、寸止め組手試合では当てると「反則負け」となるためルール上使われることがなかったが、国際大会ではリーチを生かして蹴り技のコンビネーションとして使ったり、フェイントとして使う外国人選手も見かけるようになった。テコンドーでは防具を付けての直接打撃のため頻繁に使われるようになり、フルコンタクトを標榜する極真会館系でも、その威力が注目されて試合で使用されることが多い。
他に回転技としてバックハンド・ブロー（錬心舘では初代宗家の保勇が編み出した「螺旋（らせん）手刀打ち」が防具付き空手では多用されている。他に回転肘打ち、回転鉄槌、回転裏拳がある）など、これらを「前回し蹴り」、「後ろ回し蹴り」と織り交ぜて使うことで成功する確率が高くなる。
回転して踵で当てることが多いため（まれに足刀）相当な威力があることから、錬心舘の防具付き空手の試合では「逆風足刀蹴り」や「飛び後ろ回し蹴り」という名称で、跳び上がりながら体を1回転させて蹴る技も多く使われている。

## プロレス

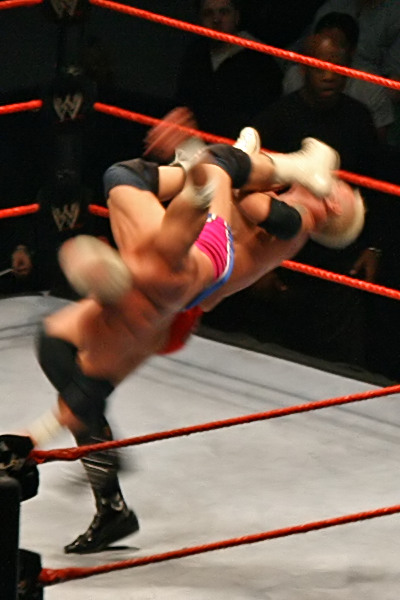
プロレスにおける後ろ回し蹴りの一種である胴回し回転蹴り。

### フライング・ニール・キック
フライング・ニール・キックは助走して向かい合った相手側で左足を右斜め前に踏み出して、左半身を相手の方に向けた体勢になって左肩を下げることで重心を左方向へと軽く傾けて左足を軸にして、体を右方向へと軽く捻って相手に背中を向けた状態になって右足を振り上げながら左足でマットを蹴ってジャンプしながら相手の頭部を右脚の脹脛あたりで蹴る。